# Jatirahayu
Jatirahayu is een bestuurslaag in het regentschap Kota Bekasi van de provincie West-Java, Indonesië. Jatirahayu telt 61.822 inwoners (volkstelling 2010).